# Трабант
Trabant (Трабант, в превод спътник, пълно име – Sachsenring Trabant) е марка малолитражни източногермански автомобили, произвеждани между 1957 и 1991 г. в автомобилния завод VEB „Sachsenring“ в Цвикау, Германската демократична република. „Трабант“ става един от символите на ГДР.
Първият прототип на автомобила, IFA P50 (познат от 1959 г. и като Trabant 500), е пуснат през 1957 г. в една нулева серия от 50 автомобила и разполага с двигател с мощност 18 к.с. Най-популярният модел е Trabant 601, който разполага с
- двуцилиндров бензинов двутактов двигател,
- двигател с мощност 19 kW (26 к.с.),
- 594 cm³ работен обем,
- максимален въртящ момент 55 Nm и
- максимална скорост 100 km/h (след 1974 г. – 108 km/h).

Предлага се в 4 варианта:
- Стандарт,
- Универсал (комби версия),
- Делукс и
- по извънредна поръчка.

Габаритите му са
- 3758 mm дължина,
- 1486 mm височина и
- 1623 mm ширина.

Купето е направено от композитния материал „дуропласт“ – фенол-формалдехидна смола, армирана с памучни фибри. Методът на производство на Trabant, който е изключително труден, остава непроменен през тридесетте години от производството му. Различните модели на автомобила тежат между 600 и 700 kg.
Trabant 601 е произвеждан близо 20 години с минимални подобрения (нови колани, електронно запалване, подглавници на седалките и др.). Автомобилът масово навлиза и в армията на ГДР.
Trabant заедно с Wartburg формират над 50% от износа на страната.
През 1990 г. започва производството на 4-тактови Trabant с двигател на Volkswagen – VW 1100 cm³ (от Volkswagen Polo) с 41 к.с. мощност и максимална скорост 130 km/h.
След края на социализма Trabant остава като символ на онази епоха.
През 1991 г. основателят на Атлантическия клуб в България Соломон Паси вози в собствения си Trabant генералния секретар на НАТО Манфред Вьорнер, което става световна новина. През следващи години С. Паси вози с него още десетки световни лидери, гостували в България. От септември 2015 г. въпросният Trabant става експонат във Военноисторическия музей.

## Галерия
- Двигател на Trabant
- Запалителна система-две отделни за всеки цилиндър високоволтови запалителни бобини
- Пожарникарска версия
- Полицейска версия
- Една екзотична конструкция лимузина „Trabi XXL“, на базата на Trabant